# Tartan

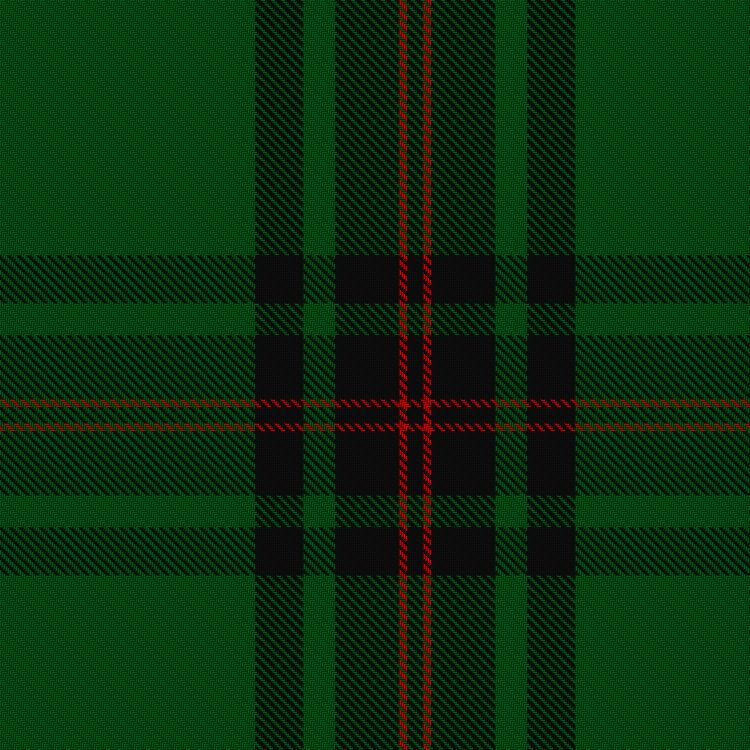
Il Duke of Fife tartan, disegnato in occasione del matrimonio tra Alexander Duff, I duca di Fife e la principessa Luisa

Il tartan è un particolare disegno dei tessuti in lana delle Highland scozzesi. Il tipico gonnellino kilt è realizzato in tartan, e questo tessuto è considerato simbolo della Scozia. Originariamente il tartan era realizzato in lana, mentre oggi si utilizzano anche altri materiali.
Il disegno è ottenuto con fili di colori diversi secondo uno schema definito, uguale nell'ordito e nella trama, denominato sett. L'armatura del telaio per tessere il tartan è la saia. I blocchi di colore si ripetono verticalmente e orizzontalmente in un modello distintivo di quadrati e linee che, intrecciandosi, danno l'apparenza di nuovi colori ottenuto dalla miscela di quelli originali. In Nord America tartan è spesso chiamato "plaid", mentre in Scozia il plaid è una tela appesa sopra la spalla come fosse un accessorio del kilt, o una semplice coperta da letto.

## Storia ed etimologia

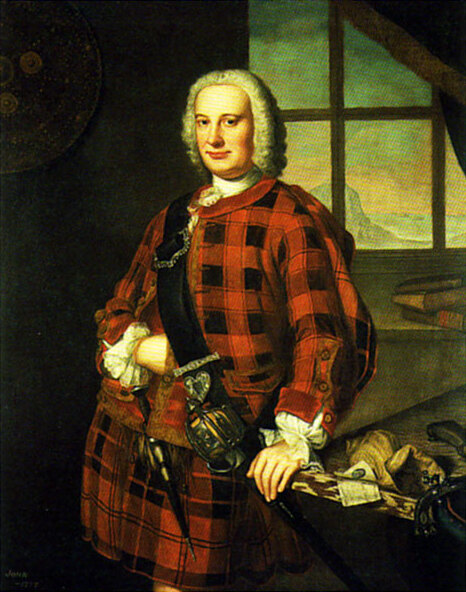
John Campbell in tartan, 1749. Oggi, i tartan ufficiali del clan Campbell sono verdi

Il termine inglese tartan deriva dal francese tiretain, che probabilmente deriva a sua volta dal verbo tirer, in riferimento alla tessitura in contrapposizione al panno in tinta unita. Il nome potrebbe risalire anche al termine gaelico tarsainn che significa "attraverso".
Non si conosce l'origine esatta dell'uso di tessere la lana con questo disegno, ma sicuramente è molto antico. Comunque solamente intorno al XVI secolo il tartan scozzese assume le caratteristiche di oggi e diventa un simbolo di identità nazionale e si diffonde tantissimo nel XVII e XVIII secolo. Fino alla metà del XIX secolo i tartan erano associati a regioni e distretti piuttosto che a uno specifico clan. Martin Martin, nel suo A Description of the Western Islands of Scotland, pubblicato nel 1703, scrive che i tartan potevano essere usati per distinguere gli abitanti delle diverse regioni. La connessione alle diverse famiglie pare dunque un'istituzione moderna originata dal fatto che i clan utilizzavano il tartan della zona in cui vivevano. Ancora oggi famiglie scozzesi non legate ad alcun clan utilizzano il tartan della propria regione.
Oggi il tartan di solito è colorato e variegato, ma in origine non era necessariamente così: una descrizione del 1830 ne cita uno "in tinta unita... senza motivo". Dopo la battaglia di Culloden nel 1746 il governo britannico vietò l'uso del tartan (con l'Act of Proscription) per cercare di avversare la rivolta dei clan gaelici giacobiti. Nel 1782, finita la guerra, l'Act of Proscription fu abolito e i tartan venne introdotto nelle divise degli Highland Regiments. Nel 1815 la Highland Society of London chiese ai capoclan quale era il loro tartan, e in tal modo venne stabilito il collegamento ufficiale tra un clan e il suo tartan. Nel libro Wilson' key pattern book del 1819 erano raccolti 250 tartan diversi. Oggi ne sono registrati 4.000 anche se i tipi in commercio si aggirano tra i 600 e i 700.

## Clan tartan
I clan tartan, ovvero i tartan legati a un particolare clan, risalgono soltanto agli inizi del XIX secolo. Moltissimi di essi non erano in uso al tempo della battaglia di Culloden nel 1746.mLa registrazione di clan tartan ufficiali iniziò l'8 aprile del 1815, su decisione della Highland Society of London fondata nel 1778. Molti capi dei clan (clan chiefs), però, non avevano idea di quale fosse il loro tartan, ma erano comunque desiderosi di ottemperare alle indicazioni ricevute e fornire così degli esempi. I tartan, spesso disegnati proprio in quel periodo, diventarono così un importante segno distintivo dei diversi clan.

## Altri tartan

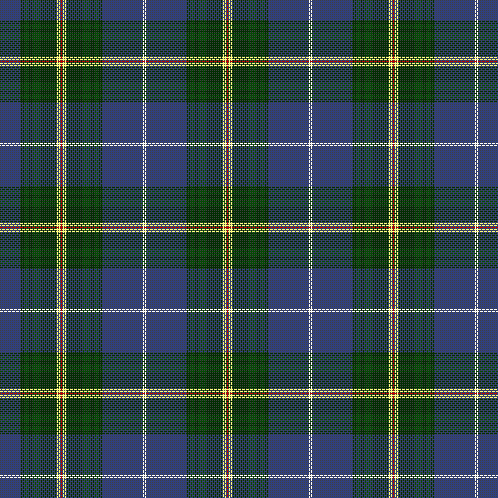
Tartan ufficiale della provincia canadese della Nuova Scozia, risalente al 1953

Accanto ai clan tartan esistono molte altre categorie di tartan registrati per famiglie, distretti, istituzioni e anche per commemorare particolari eventi. Alcuni hanno assunto comunque ulteriori significati. Ad esempio, il Duke of Fife tartan, disegnato in occasione del matrimonio di Alexander Duff, I duca di Fife, con la principessa Luisa, figlia di Edoardo VII e della regina Alessandra, è ormai conosciuto anche come tartan del distretto di Fife e usato dalle famiglie della regione che non hanno un particolare clan di riferimento. Inoltre, la tradizione ne riserva alcuni alle Scottish Highland military unit del Regno Unito e degli altri paesi del Commonwealth.
Queste unità associate con la famiglia reale britannica utilizzano il Royal Stewart tartan. La famiglia reale usa il tartan Balmoral.
Ci sono inoltre tartan per le forze armate, come il Royal Air Force e il Royal Canadian Air Force, ma anche compagnie commerciali, gruppi come Amnesty International o Debian, movimenti religiosi (anche Hare Krishna), città, club di football (inclusi alcuni non britannici, come ad esempio Hammarby IF), società di danza, gruppi celtici non britannici, regioni del mondo con una grande presenza di scozzesi. Anche gruppi etnici non scozzesi che vivono in Scozia hanno disegnato propri tartan. In Canada tutte le province hanno il proprio tartan. Anche negli Stati Uniti molti stati hanno un proprio tartan. Agli italiani è concesso l'uso del Royal Stewart Tartan: l’autorizzazione la concesse il principe Carlo Edoardo Stuart, the Young Pretender, nel diciottesimo secolo per ringraziare Roma (dov’era nato) e gli italiani per averlo aiutato nella (mancata) riconquista del trono d'Inghilterra e di Scozia; il principe probabilmente era anche a conoscenza dell’uso di vestire la toga - antesignana del kilt - presso gli antichi romani, antenati degli italiani.